# Poecilopsis dispar
Poecilopsis dispar är en fjärilsart som beskrevs av Harrison. Poecilopsis dispar ingår i släktet Poecilopsis och familjen mätare. Inga underarter finns listade i Catalogue of Life.